# Hanna Dopjans
Hanna Dopjans (* 17. Juli 2002) ist eine ehemalige deutsche Radsportlerin, die in Rennen auf Bahn und auf Straße aktiv ist.

## Sportlicher Werdegang
Ab 2013 war Hanna Dopjans im Radsport aktiv, sie fuhr auf Bahn, Straße und bestritt zunächst auch Cyclocrossrennen. 2015 holte sie bei den Bergmeisterschaften ihren ersten nationalen Titel und wurde Schüler-Meisterin. Im Jahr darauf errang sie denselben Titel im Omnium auf der Bahn. 2018 wurde sie zweifache deutsche Jugend-Meisterin, in Punktefahren und Mannschaftsverfolgung.
2019 wurde Dopjans zweifache deutsche Junioren-Meisterin (Zweier-Mannschaftsfahren mit Finja Smekal sowie Einerverfolgung). Sie startete bei den Junioren-Bahnweltmeisterschaften in Frankfurt (Oder), konnte aber keinen vorderen Platz belegen. Ihren ersten internationalen Erfolg hatte sie im selben Jahr, als sie bei den Junioren-Europameisterschaften mit Finja Smekal, Paula Leonhardt und Friederike Stern die Bronzemedaille in der Mannschaftsverfolgung errang wie auch 2020 (mit Lana Eberle, Fabienne Jährig und Marla Sigmund). 2022 belegte der deutsche U23-Vierer der Frauen (mit Lana Eberle, Fabienne Jährig, Jette Simon und Lena Charlotte Reißner) bei den U23-Europameisterschaften erneut Platz drei.
2023 wurde Hanna Dopjans für den Start beim Lauf des UCI Track Cycling Nations’ Cup in der indonesischen Hauptstadt Jakarta nominiert.

## Erfolge
2015
- Deutsche Schüler-Meisterin – Berg

2016
- Deutsche Schüler-Meisterin – Omnium

2018
- Deutsche Jugend-Meisterin – Punktefahren, Mannschaftsverfolgung (mit Carolina Fuchs, Paulina Peiker und Linda Riedmann)

2019
- Junioren-Europameisterschaft – Mannschaftsverfolgung (mit Finja Smekal, Paula Leonhardt und Friederike Stern)
- Deutsche Junioren-Meisterin – Einerverfolgung, Zweier-Mannschaftsfahren (mit Finja Smekal)

2020
- Junioren-Europameisterschaft – Mannschaftsverfolgung (mit Lana Eberle, Fabienne Jährig und Marla Sigmund)

2022
- U23-Europameisterschaft – Mannschaftsverfolgung (mit Lana Eberle, Fabienne Jährig, Jette Simon und Lena Charlotte Reißner)

2023
- Deutsche Meisterin – Scratch, Mannschaftsverfolgung (mit Franziska Brauße, Lana Eberle und Lea Lin Teutenberg)